# Jugoslávská liga ledního hokeje 1970/1971
Sezóna 1970/1971 byla 29. sezónou Jugoslávské ligy ledního hokeje. Vítězem se stal tým HK Jesenice.

## Konečná tabulka
1. HK Jesenice
2. HK Olimpija Ljubljana
3. KHL Medveščak
4. HK Slavija Vevče
5. HK Partizan
6. HK Kranjska Gora
7. OHK Bělehrad
8. HK Crvena Zvezda Bělehrad
9. HK Spartak Subotica
10. HK Vardar Skopje